# 후쿠시마역 (서일본 여객철도)
후쿠시마역(일본어: 福島駅, ふくしまえき 후쿠시마에키[*])은 일본 오사카부 오사카시 후쿠시마구에 있는 서일본 여객철도 오사카 순환선의 철도역이다.

## 환승 가능한 철도역
- 한신 전기 철도 한신 본선 후쿠시마 역
- 서일본 여객철도 JR 도자이 선 신후쿠시마역
- 게이한 전기 철도 나카노시마 선 나카노시마역

## 개요 및 역 구조
어번 네트워크에 소속된 역이며, JR의 특정 도구시내 운임제에 따른 오사카 시내의 역이다. 후쿠시마현의 후쿠시마역과 구분하기 위하여 표 등에는 '(環) 福島駅(후쿠시마역)으로 새겨진다. ICOCA 및 상호 이용 대상 카드를 사용할 수 있다.
1면 2선의 섬식 승강장이 있는 고가역이다. 역사 북측의 지상부에는 우메다 화물선이 통과하며 나니와스지와 교차하는 건널목이 있다.

### 승강장
| 1 | ■ 오사카 순환선 | 내선 순환 | 니시쿠조 · 신이마미야 방면 |
| 2 | ■ 오사카 순환선 | 외선 순환 | 오사카 · 교바시 방면       |

## 역세권 정보
최근 들어 나카노시마 서부 지구에 사무용 건물의 개발이 진행되고 있다.
- 후쿠시마덴만 궁
- 오사카 후쿠시마 역전 우편국
- 더 심포니 홀
- 호텔 한신
- 하타루마치
- 아사히 방송 본사

## 역사
- 1898년 4월 5일 - 니시나리 철도 오사카 - 아지카와구치 간의 개업과 함께 설치됨.
- 1906년 12월 1일 - 니시나리 철도의 국유화.
- 1909년 10월 12일 - 선로 명칭 제정으로 니시나리 선에 소속됨.
- 1934년 6월 1일 - 도카이도 본선의 화물 지선이 (화물) 우메다역에서 이 역까지 연장됨.
- 1961년 4월 25일 - 니시나리 선 니시쿠조 이동 구간이 오사카 순환선으로 편입됨.
- 1964년 3월 22일 - 역 고가화.
- 1987년 4월 1일 - 일본국유철도 분할 민영화에 따라서 서일본 여객철도로 이관됨.
- 2003년 11월 1일 - ICOCA 사용 개시.

## 인접한 역
| 서일본 여객철도 오사카 순환선 | 서일본 여객철도 오사카 순환선              | 서일본 여객철도 오사카 순환선 |
| ----------------------------- | ------------------------------------------ | ----------------------------- |
| 오사카 외선 순환              | ■ 오사카 순환선 구간쾌속 · 직통쾌속 · 보통 | 노다 내선 순환                |